# آرثر لودج
آرثر لودج (7 أبريل 1933 - ) (بالإنجليزية: Arthur Lodge)‏ هو لاعب كريكت أسترالي.

## وصلات خارجية
- آرثر لودج على موقع إي آس بي آن كريك إنفو (الإنجليزية)